# Bram Vermeulen (artiest)
Abraham Gerrit (Bram) Vermeulen (Den Haag, 13 oktober 1946 – San Dalmazio (Pomarance), Italië, 4 september 2004) was een Nederlandse zanger, singer-songwriter, componist, cabaretier, televisiemaker, topvolleyballer, striptekenaar en kunstschilder.

## Biografie
Bram Vermeulen werd geboren als jongste zoon in een gezin met drie kinderen in de Haagse Vruchtenbuurt. Op zijn dertiende kwam hij onder de hoede van volleybaltrainer Cees van Zweeden die zijn talent voor balsporten herkende. Vermeulen speelde bij HML/CLV (1959-1967) en bij AMVJ (1967-1969), waarmee hij in 1969 landskampioen werd. Toen hij 16 jaar oud was, werd hij spelverdeler van de Nederlandse jeugdvolleybalploeg en later ook van het nationale mannenteam. Gedurende de jaren zestig speelde hij 53 interlands.

### Neerlands Hoop
In 1965 ging Vermeulen psychologie studeren in Amsterdam. Daar ontmoette hij Freek de Jonge en saxofonist Johan Gertenbach. Ze vormden het trio Cabariolet, dat zonder veel succes optrad. In 1968 stopte Vermeulen met zijn volleybalcarrière om samen met De Jonge verder te gaan als Neerlands Hoop in Bange Dagen. Hij had vooral op het muzikale vlak een inbreng, met Vogelvrij en Fazant met zuurkool als kenmerkende liederen, die hij ook zelf zong.
In 1974 toerde Neerlands Hoop langs de theaters met de Neerlands Hoop Express, waarbij ze terzijde werden gestaan door gitarist Thé Lau, bassist Jan de Hont, drummer Harry Heeren en saxofonist Johnny Gerlach.
In 1979 ging Neerlands Hoop uit elkaar, omdat De Jonge de voorkeur gaf aan een solocarrière. Vermeulen was hier lange tijd teleurgesteld over. Later zou hij in een televisie-interview over deze periode zeggen: "De ontwikkeling van Neerlands Hoop was de ontwikkeling van Freek. Pas daarná begon mijn ontwikkeling."

### Solo
Vermeulen ging verder met het schrijven en zingen van liedteksten en boekte hiermee vooral in Vlaanderen veel succes.
Hij ontpopte zich als een veelzijdig artiest. "Zoals de bakker alleen bakker is als hij brood bakt, zo ben ik geen zanger. Zo ben ik Bram Vermeulen die soms zingt, soms liederen componeert, soms schildert, soms columns schrijft, soms boeken, soms theaterprogramma's maakt, soms strips tekent, soms televisieprogramma's maakt, soms gedichten schrijft, kortom, die zelden niets doet."
In 1980 richtte Vermeulen een eigen groep op, Bram Vermeulen en De Toekomst. Op het gelijknamige album rekende hij af met de “scheiding” van De Jonge; de singles Pauline en vooral Politiek zijn tijdloos geworden en staan dikwijls in de speellijsten van de openbare radio's zowel in Nederland als Vlaanderen.
Voor het tweede album Doe Het Niet Alleen ontving Vermeulen een Edison. Datzelfde jaar maakte hij zijn debuut als acteur in de film Achter Glas. In 1984 bracht hij het album Bram uit, waarvoor hij opnieuw een Edison kreeg. Daarna ging hij zich meer toeleggen op het maken van muziek voor theaterproducties.
Hierna volgde een muzikale pauze van een paar jaar waarin Vermeulen vooral televisiewerk deed. Zo presenteerde hij voor Veronica het televisieprogramma Action, bestaande uit zes afleveringen, waar hij een "enorme kater" aan overhield.
In 1988 nam hij het album Rode wijn op, geproduceerd door Boudewijn de Groot, waarop onder meer het nummer De steen staat. Hiermee was hij zeer succesvol in Vlaanderen. Ook Dans Met Mij (1989) werd geproduceerd door De Groot.
In 1994 nam Vermeulen voor de Belgische afdeling van het Britse label Virgin Achter Mijn Ogen op, in 1995 gevolgd door de dubbel-cd Tijd / Vrije Tijd. Op Tijd was nieuw werk te horen. Op de mini-cd Vrije Tijd stonden onder andere twee oude liedjes van Neerlands Hoop, opnieuw opgenomen. Daarnaast ontving Vermeulen uit handen van Annie M.G. Schmidt de naar haar genoemde prijs voor zijn lied Een doodgewone jongen. Vermeulen zong het titelnummer op de Belgische cd Spelers & Drinkers (EMI, 1995), een ode aan Johan Verminnen.
Op uitnodiging van het In Flanders Fields Museum toerde Vermeulen in 2000 door Vlaanderen met een programma dat geheel gewijd was aan de Eerste Wereldoorlog en dat was gebaseerd op het boek Oorlog aan den Oorlog van de Duitse schrijver Ernst Friedrich. Het gelijknamige programma werd een voltreffer, maar werd in Nederland slechts één keer uitgevoerd. Vermeulen geloofde in reïncarnatie: hij zou een Waalse officier in de Eerste Wereldoorlog geweest zijn, die geen Vlaams sprak zoals zijn soldaten. In februari 2004 ging Vermeulen samen met Wigbert Van Lierde drie maanden op tournee door Vlaanderen met het programma Mannen Maken Oorlog. Het gelijknamige boek bevatte liedteksten en tekeningen van Vermeulen.
In zijn leven schilderde hij. De schilderijen werden onder andere voor zijn albumcovers gebruikt. Hij begon met schilderen in 1989 omdat hij aan niemand kon uitleggen hoe hij precies wilde dat het affiche voor het theaterprogramma "Dans met mij" eruit zou moeten zien.

### Privé
Vermeulen heeft twee dochters, Katarina en Tamara. Sinds 1984 woonde en werkte hij samen met de actrice en regisseuse Shireen Strooker. In 2004, tijdens een vakantie in Toscane, Italië, overleed Vermeulen onverwacht in zijn slaap aan een hartstilstand. Hij werd 57 jaar.

## Hommage
In het najaar van 2005 en het voorjaar van 2006 bracht een aantal Nederlandse en Vlaamse muzikanten, onder wie Ernst Jansz en Pierre van Duijl, een hommage aan Vermeulen in de Vlaamse theaters. Zijn dochter Katarina zong een aantal nummers van haar vader.
In de zomer van 2014, 10 jaar na het overlijden van Vermeulen, brachten Wim Opbrouck en Servé Hermans een duet van het nummer Een doodgewone jongen.
Eveneens in de zomer van 2014 schrapte Freek de Jonge op het laatste moment de voorstelling De wedstrijd over zijn vroegere partner in Neerlands Hoop. Reacties op zijn aankondiging van die voorstelling in het televisieprogramma De Wereld Draait Door leidden tot boze reacties van verbolgen fans van Vermeulen, waarna De Jonge in sneltreinvaart een andere voorstelling maakte.
Vanaf september 2014 was er langs de Vlaamse schouwburgen een Hommage-tournee met onder anderen Wigbert, Katarina Vermeulen en Antje De Boeck.
Op 7 oktober 2014 verscheen de door Henk van Gelder geschreven biografie Bram. Bram Vermeulen Op Leven En Dood, uitgegeven door Nijgh & Van Ditmar.
In oktober 2014 bracht hiphopartiest Akwasi samen met zanger Rob Dekay het album Daar Ergens uit met verschillende bewerkingen van nummers van Bram Vermeulen.
Najaar 2018 en 2019 trok Katarina Vermeulen samen met muzikanten Serge Feys, Wigbert van Lierde, Charles Nagtzaam en oorlogsverslaggever Rudi Vranckx op tournee door de Vlaamse theaters met het programma "Vriend of Vijand". In deze voorstelling verweefde Rudi Vranckx zijn persoonlijke oorlogservaringen en eigen beelden met de muziek van Bram Vermeulen, onder andere uit het album 'Oorlog aan den Oorlog'.
Op 8 en 9 oktober 2021 in De Cultuurkoepel in Heiloo en tijdens twee voorstellingen op 10 oktober van datzelfde jaar in De Kleine Komedie in Amsterdam brachten Yentl en De Boer, Paul de Munnik, Jochem Myjer, Kommil Foo, Peter Heerschop, Viggo Waas, Eddie B. Wahr, Joep van Deudekom en Katarina Vermeulen begeleid door Thijs Boontjes Dans- en Showorkest een ode ter gelegenheid van zijn 75ste verjaardag. Allen brachten liederen van Vermeulen ten gehore, onder regie van Eva Bauknecht.
Op 12 oktober 2021, aan de vooravond van wat zijn vijfenzeventigste verjaardag zou zijn geweest, verscheen "Het eeuwig jongenshart", een keuze van teksten uit Vermeulens 68 dagboeken, die hij van 1984 tot aan zijn dood in 2004 bijhield. De bundel is samengesteld door Just Enschedé, oud-manager van Neerlands Hoop.
Vanaf 28 januari 2022 ging Thijs Boontjes met zijn Dans- en Showorkest in Nederland op tournee met het programma "Thijs Boontjes speelt Bram Vermeulen", waarin hij alleen liederen van Bram Vermeulen speelde.

## Discografie

### Albums
| Album met eventuele hitnotering(en) in de Nederlandse Album Top 100 | Datum van verschijnen | Datum van binnenkomst | Hoogste positie | Aantal weken | Opmerkingen                               |
| ------------------------------------------------------------------- | --------------------- | --------------------- | --------------- | ------------ | ----------------------------------------- |
| Bram Vermeulen en de toekomst                                       | 1980                  |                       |                 |              | RCA PL 44017                              |
| Doe het niet alleen                                                 | 1981                  |                       |                 |              | RCA PL 44021                              |
| Tegen de tijd                                                       | 1982                  |                       |                 |              | WEA WEAN 58 468                           |
| Bram Vermeulen                                                      | 1983                  |                       |                 |              | WEA 240 257 1                             |
| Rode wijn                                                           | 1988                  |                       |                 |              | EMERGO EM 9570 2                          |
| Dans met mij                                                        | 1989                  |                       |                 |              | EMERGO EM 9419 2                          |
| Vriend en vijand                                                    | 1991                  |                       |                 |              | EMERGO EM 9305 2                          |
| Achter mijn ogen                                                    | 1994                  |                       |                 |              | VIRGIN 839 496 2                          |
| Tijd / Vrije tijd                                                   | 1995                  | 18-11-1995            | 47              | 1            | VIRGIN 841 116 2 (2cd)                    |
| Polonaise - Een stoet liederen                                      | 1996                  |                       |                 |              | VIRGIN 842 859 2                          |
| De beuk erin                                                        | 1999                  |                       |                 |              | VIRGIN 472 032 2 (2cd)                    |
| Oorlog aan den oorlog                                               | 2000                  |                       |                 |              | VIRGIN 850 340 2                          |
| Voltooid verleden tijd - De beste van Bram Vermeulen                | 2001                  | 05-01-2002            | 45              | 3            | VIRGIN 811 518 2                          |
| De verzameling                                                      | 2002                  |                       |                 |              | eigen beheer (2cd + boek)                 |
| De mannen                                                           | 2003                  |                       |                 |              | VIRGIN 593 401 2                          |
| Tijdloos - Verzameld                                                | 2004                  | 11-12-2004            | 17              | 12           | VIRGIN 560 486 2 (compilatie)             |
| Terugblik (Eerste 4 albums op 3 cd's)                               | 2006                  |                       |                 |              | BisArt 67002 (3cd)                        |
| Hommage aan Bram (live registratie Carré)                           | 2006                  |                       |                 |              | VARA VCD 6301097 (2cd)(Diverse artiesten) |
| Essential Bram Vermeulen                                            | 2006                  |                       |                 |              | EMI 00946 3362442 9                       |
| Platinum Collection                                                 | 2007                  | 10-11-2007            | 83              | 7            | EMI 50999 5099812 8 (3cd)                 |
| Alle 40 Goed                                                        | 2010                  |                       |                 |              | EMI 50999 6883102 8 (2cd)                 |
| Best of 3CD                                                         | 2012                  | 01-11-2012            | 186             | 1*           | EMI 50999 6796552 6 (3cd)                 |

### Singles
| Single met eventuele hitnotering(en) in de Nederlandse Top 40                                                                    | Datum van verschijnen | Datum van binnenkomst | Hoogste positie | Aantal weken | Opmerkingen             |
| --- | --------------------- | --------------------- | --------------- | ------------ | ----------------------- |
| Pauline / Het gaat niet over | 1980                  |                       |                 |              | RCA PB 4552             |
| Politiek / Tekens aan de wand | 1980                  | 29477                 | tip             |              | RCA PB 4561             |
| Verveling / Maak jezelf wat wijs                                                                                                 | 1981                  |                       |                 |              | RCA PB 4572             |
| De burokraten / Ik heb het over liefde                                                                                           | 1981                  |                       |                 |              | RCA PB 4574             |
| Tien ton op wielen / Het wordt tijd dat ik reis                                                                                  | 1981                  |                       |                 |              | KNVTO NS 21981          |
| Burgerman / 10 uur geleden | 1982                  |                       |                 |              | WEA WEA 19 157          |
| Joanna / De nachtploeg | 1982                  |                       |                 |              | WEA WEA 19 237          |
| Promosingle : Niet weggaan~Jij en ik~Dichter bij mij~De angst / Nederland is~Mijn vriend~Doodlopende straat~Waar wacht je nog op | 1983                  |                       |                 |              | IDIOT RECORDS PRO 15    |
| Nederland is vol / Dichter bij mij                                                                                               | 1983                  |                       |                 |              | WEA 24 9435 7           |
| Jij en ik / Dans met mij | 1983                  |                       |                 |              | WEA 24 9574 7           |
| Onzin / Liefde en geluk | 1983                  |                       |                 |              | IDIOT RECORDS 24 9641 7 |
| Eén hap / Eén goede reden | 1986                  |                       |                 |              | FRASCATI 6845 147       |
| Rode wijn / Tot in de eeuwigheid                                                                                                 | 1988                  |                       |                 |              | EMERGO EM 5465 7        |
| Marleentje / Dans met mij | 1989                  |                       |                 |              | EMERGO EM 5439 7        |
| De wedstrijd / Het is alleen | 1991                  |                       |                 |              | EMERGO EM 5420 7        |
| Een doodgewone jongen ~ Doe het                                                                                                  | 1994                  |                       |                 |              | VIRGIN 7243 8 92419 2 1 |
| Misselijk ~ Bont en blauw | 1994                  |                       |                 |              | VIRGIN 7243 8 92587 2 1 |
| Mijn vriend ~ Nederland is vol                                                                                                   | 1995                  |                       |                 |              | VIRGIN 7243 8 93163 2 2 |
| Pauline ~ Wedstrijd tegen de tijd                                                                                                | 1995                  |                       |                 |              | VIRGIN 7243 8 93246 2 4 |
| Politiek ~ Joanna | 1995                  |                       |                 |              | VIRGIN 7243 8 93454 2 1 |
| Dichter bij mij ~ Onzin | 1995                  |                       |                 |              | VIRGIN 7243 8 93703 2 4 |
| Leeg ~ Allemaal! | 1997                  |                       |                 |              | VIRGIN 7243 8 94074 2 6 |
| Allemaal ~ Het jongenshart | 1997                  |                       |                 |              | VIRGIN 7243 8 94725 2 3 |
| De beuk erin I ~ De beuk erin II ~ De beuk erin III                                                                              | 1999                  |                       |                 |              | VIRGIN BRAM 99          |
| 1+1=1 ~ Laat dit nooit overgaan                                                                                                  | 1999                  |                       |                 |              | VIRGIN 7243 8 95990 2 2 |
| Boven op de berg ~ Arizona bar                                                                                                   | 1999                  |                       |                 |              | VIRGIN 7243 8 96297 2 9 |
| Burgerman |                       |                       |                 |              |                         |
| Arbeidersjongen ~ Rode wijn ~ Zoon ~ De steen                                                                                    | 2007                  |                       |                 |              | PLUCHE 14               |

### NPO Radio 2 Top 2000
| Nummer met noteringen in de NPO Radio 2 Top 2000 | '05 | '06 | '07 | '08 | '09 | '10 | '11 | '12 | '13 | '14  | '15  | '16  | '17  | '18  | '19  |
| ------------------------------------------------ | --- | --- | --- | --- | --- | --- | --- | --- | --- | ---- | ---- | ---- | ---- | ---- | ---- |
| De wedstrijd                                     | 866 | 713 | 542 | 983 | 780 | 834 | 925 | 906 | 939 | 1172 | 1468 | 1561 | 1873 | 1273 | 1782 |

1. ↑  Een vetgedrukt getal geeft de hoogste notering aan.
2. ↑  2005 was het eerste jaar met een notering voor dit nummer.
3. ↑  Deze tabel is bijgewerkt tot en met de meest recente editie (2024).

### De Lage Landenlijst
| Nummers met noteringen in De Lage Landenlijst | 2016 | 2017 | 2018 | 2019 | 2020 | 2021 |
| --------------------------------------------- | ---- | ---- | ---- | ---- | ---- | ---- |
| Rode wijn                                     | 17   | 26   | 25   | 51   | 27   | 28   |
| De wedstrijd                                  | -    | -    | -    | 97   | 70   | 67   |
| De steen                                      | 98   | 20   | 30   | 24   | 40   | 36   |

## Prijzen
- 1981: Edison voor Doe Het Niet Alleen
- 1984: Edison voor Bram
- 1994: Annie M.G. Schmidt-prijs voor Een doodgewone jongen
- 2005: Frontier Science Award (postuum) voor Vermeulen Weet het Beter[15]